# Cranopsis multistriata
Cranopsis multistriata är en snäckart som först beskrevs av Dall 1914.  Cranopsis multistriata ingår i släktet Cranopsis och familjen nyckelhålssnäckor. Inga underarter finns listade i Catalogue of Life.